# JS Shirayuki (DD-123)
JDS Shirayuki là một Tàu khu trục lớp Hatsuyuki thuộc Lực lượng Phòng vệ Biển Nhật Bản. Tàu đã được Hãng Hitachi đặt lườm vào ngày 3 tháng 12 năm 1979, hạ thủy vào ngày 4 tháng 8 năm 1981 và được nhập biên chế vào ngày 8 tháng 2 năm 1982.

## Đóng tàu và thiết kế
Shirayuki được đặt hàng như là một phần của  Lực lượng Phòng vệ Biển Nhật Bản 1978, ước tính quốc phòng là con tàu thứ hai của lớp "Hatsuyuki", và đã được đặt tại nhà máy đóng tàu Hitachi Maizuru  vào ngày 3 tháng 12 năm 1979. Con tàu được hạ thủy vào ngày 4 tháng 8 năm 1981 và được đưa vào hoạt động vào ngày 8 tháng 2 năm 1983.
Tàu lớp Hatsuyuki được thiết kế như các tàu đa năng, có trang bị vũ khí cân bằng và cảm biến phù hợp, để các tàu có thể thực hiện các hoạt động chống tàu ngầm và trong khi có khả năng bảo vệ mình chống lại tấn công đường không. Một nhà chứa và sân bay được vận chuyển cho một chiếc trực thăng đơn lẻ, ban đầu nó là chiếc Mitsubishi HSS-2, được xây dựng bằng giấy phép Sikorsky Sea King, sau đó được thay bằng Mitsubishi H-60s (được cấp phép Sikorsky S-70), với hệ thống vận chuyển đường bộ của Canada, Beartrap được trang bị để giảm bớt hoạt động của trực thăng lớn. Thiết bị phóng Mk 112 bút tám cho ASROCtên lửa chống tàu ngầm được trang bị về phía trước, trong khi bổ sung thêm trang bị vũ khí chống lại tàu ngầm được cung cấp bởi hai ba vòi nơ 324 mm cho Mark 46 chống tàu ngư lôi. Vũ khí phòng không ban đầu bao gồm một Sea Sparrow tên lửa đất đối không phía sau phóng, với một khẩu súng OTO Melara 76 mm. Tám Harpoon tên lửa chống tàu được mang theo hai đầu bốn phía sau tàu.